# ЛА-гибриды

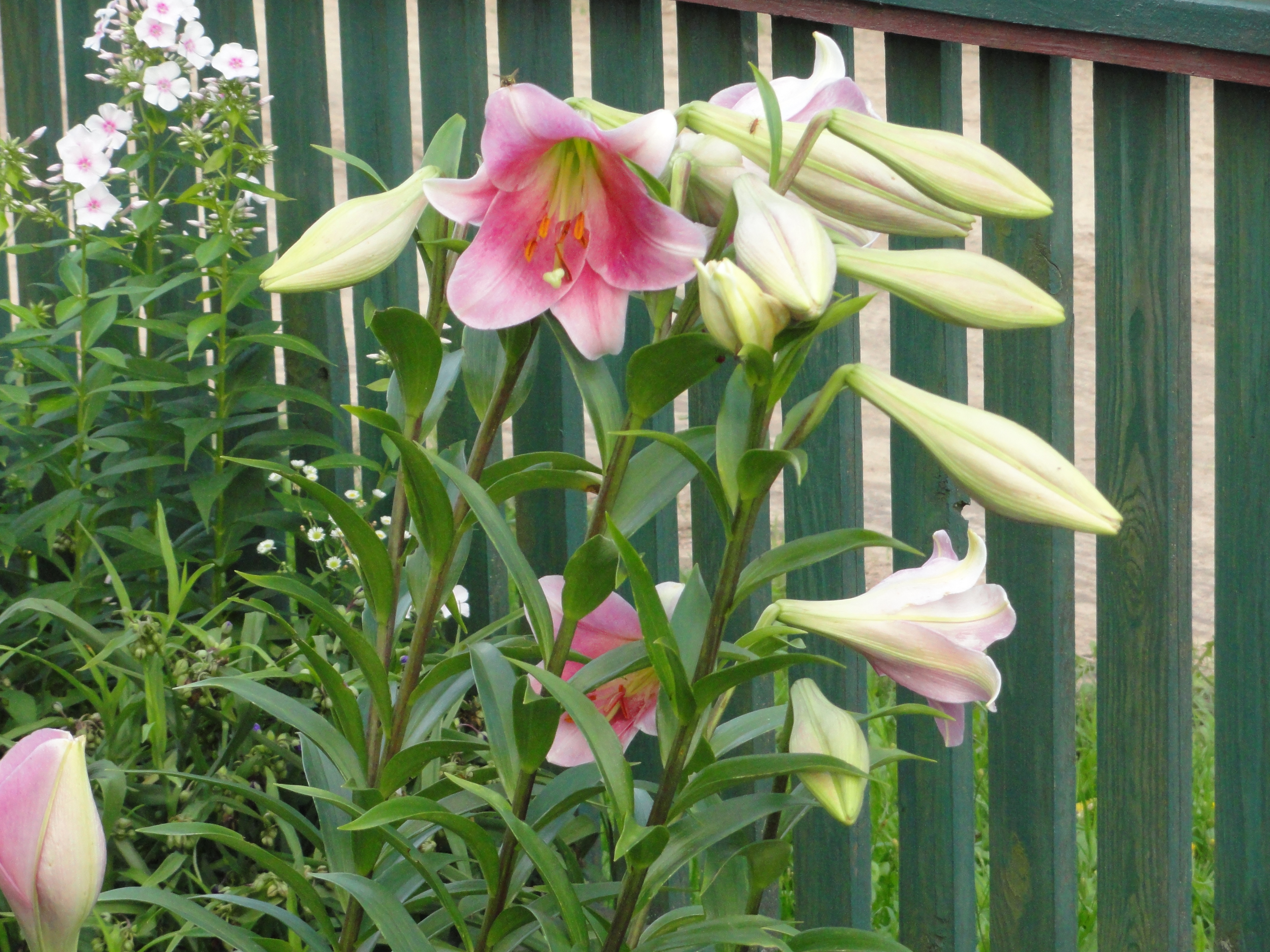
Длинноцветковый гибрид

ЛА-гибриды (Лонгифлорум-Азиатик-Гибриды) (англ. LA-hybrids) — одна из современных групп сортов лилий сложного гибридного происхождения (гибриды между Азиатскими и Длинноцветковыми гибридами) входящих в VIII раздел по классификации третьего издания Международного регистра лилий.
Появились на выставках в начале 1990-х годов.
Большинство сортов имеют очень крупные цветки диаметром 18—25 см, часто с лёгким, приятным ароматом. Текстура лепестков очень плотная, они прочно прикреплены к цветоложу и не обламываются при транспортировке и в ветреную погоду. Цветки направлены вверх либо в стороны. Как правило, они кубовидные или чашевидные, но есть сорта с трубчатыми цветками и цветками промежуточной формы (между трубчатой и кубковидной).
Окраска лепестков самая разнообразная — белая, кремовая, розовая, лимонная, жёлтая, абрикосовая, красная, комбинированная, часто с крапинками. Среди сортов ЛА-гибридов есть такие, у которых окраска меняется в зависимости от возраста цветка.
Подавляющее большинство сортов ЛА-гибридов универсального использования. Они являются фаворитами в озеленении, легко поддаются выгонке и дают великолепную срезку, используются как горшечные и комнатные растения.

## Культивирование
По своим биологическим особенностям почти не отличаются от Азиатских гибридов и предъявляют одни и те же требования к условиям выращивания. Неприхотливы и легки в культуре. Обладают высокой зимостойкостью, в средней полосе России в обычные зимы прекрасно зимуют без какого-либо укрытия.
При соответствующем подборе сортов в условиях средней полосы России цветущие ЛА-гибриды можно иметь с середины июня до начала августа. Ла-гибриды быстро наращивают луковицу и хорошо размножаются делением, луковицами-детками, чешуйками. Но стеблевых бульбочек они обычно не образуют и всхожих семян даже при искусственном опылении завязывают мало. Лучшее время для посадки и пересадки Ла-гибридов в средней полосе России сентябрь-начало октября. В этом случае до наступления устойчивых морозов есть ещё достаточно времени, и луковицы успеют хорошо укорениться. Весенняя посадка Ла-гибридов тоже вполне допустима. При этом они так же хорошо цветут и развиваются, как и при осенней посадке, но несколько недобирают в высоте. С комом земли лилии можно пересаживать в течение всей вегетации, даже в период бутонизации и цветения.
Рекомендуется выращивание в почве с нейтральной реакцией (рН = 5,5-7,5).